# Lonchocarpus sericeus
Espèce
Synonymes
- Dalbergia domingensis Pers.[2]
- Derris sericea (Poir.) Ducke[1]
- Lonchocarpus cruentus Lundell[1]
- Lonchocarpus domingensis (Turpin ex Pers.) DC.[2]
- Lonchocarpus formosanus DC.[1]
- Lonchocarpus formosianus DC.[2]
- Lonchocarpus lucidus Pittier[2]
- Lonchocarpus pyxidarius DC.[1]
- Lonchocarpus sericeus subsp. sericeus[1]
- Lonchocarpus sericeus Benth.[2]
- Robinia sericea Poir.[1] [2]

Lonchocarpus sericeus est une espèce de plantes à fleurs de la famille des Fabaceae et du genre Lonchocarpus.

## Liste des sous-espèces et variétés
Selon Tropicos (28 décembre 2017) (Attention liste brute contenant possiblement des synonymes) :
- Lonchocarpus sericeus subsp. palmeri (Rose) M. Sousa
- Lonchocarpus sericeus subsp. paraguariensis Hassl.
- Lonchocarpus sericeus subsp. sericeus
- Lonchocarpus sericeus var. jamaicensis Griseb.